# Attilio Friggeri
Attilio Friggeri (Roma, 1º giugno 1915 – Slebic, 3 giugno 1942) è stato un medico, militare e nuotatore italiano.

## Biografia
Nato da Fabio, ingegnere e Marta Brodovicoff, Attilio Friggeri negli anni '30 fu un valente nuotatore agonistico nella S.S.Lazio nuoto vincendo molte gare..
Laureato in medicina e chirurgia presso l'università di Roma, allo scoppio della seconda guerra mondiale fu coscritto come sottotenente medico del I granatieri di Sardegna. Nella primavera del 1941 il I granatieri fu dislocato in Slovenia raggiunto poco dopo l'intera divisione. La grande unità partecipò così al ciclo di operazioni che si svolsero tra il 1941 e 1942 in Slovenia e in Croazia contro i partigiani di Tito. Nel maggio del 1942, durante un combattimento nei pressi di Dobrova, fu ucciso il colonnello Tommaso Latini, comandante del II reggimento granatieri, vittima del suo impulso generoso che lo fece accorrere presso alcuni suoi reparti impegnati e rimasti isolati.
Friggeri invece morì durante un feroce scontro armato il 3 giugno 1942 e per il suo eroismo fu insignito della Medaglia d'oro al valor militare.
Una strada di Roma è stata intitolata a suo nome. Anche il Policlinico militare Celio, dal 1952, è stato intitolato a lui.